# Calamochrous
Calamochrous is een geslacht van vlinders van de familie grasmotten (Crambidae), uit de onderfamilie Pyraustinae.

## Soorten
- C. acutellus Eversmann, 1842
- C. albipunctalis Kenrick, 1907
- C. aspilus Turner, 1915
- C. bipunctalis Hampson, 1912
- C. carnealis Swinhoe, 1895
- C. chilonalis Lederer, 1863
- C. ferruginalis Hampson, 1896
- C. flavimarginalis Hampson, 1913
- C. fulvitinctalis Hampson, 1918
- C. homochroalis Swinhoe, 1907
- C. medialis Caradja, 1925
- C. minimalis Caradja, 1931
- C. pallidalis Hampson, 1900
- C. pentasaris Meyrick, 1932
- C. pyraustalis Strand, 1918
- C. roseobrunnea Warren, 1889
- C. ruficostalis Hampson, 1896
- C. sarcalis Hampson, 1908
- C. simplicialis Snellen, 1899
- C. sterrhalis Hampson, 1903
- C. thermochra Meyrick, 1929